# Ipomoea gloverae
Ipomoea gloverae es una especie de planta fanerógama de la familia Convolvulaceae.

## Clasificación y descripción de la especie
Herbácea, voluble, anual; tallo ramificado, liso o algo estriado; hoja variable, generalmente trilobada, de 4 a 12.5 cm de largo, de 4 a 11.5 cm de ancho, ápice acuminado; inflorescencias con 7 a 10 flores; sépalos subiguales, ovados o anchamente elípticos, de 2 a 2.5 mm de largo, obtusos; corola de 1.9 a 2.5 mm de largo, la base del tubo de 2 a 4 mm de largo, la porción distal curvada, de 1.7 a 2.3 cm de largo, de color rosa fuerte, estriado longitudinalmente con blanco; el fruto es una cápsula subglobosa, de 7 a 9 mm de largo; 4 semillas, de 4 a 6 mm de largo.

## Distribución de la especie
Esta especie es endémica de Michoacán, en el área de la Sierra Madre del Sur, donde se ha registrado solo en una región reducida, donde es abundante localmente.

## Hábitat
Se desarrolla en bosques tropicales caducifolios y de encino. En un rango altitudinal que va de los 900 a los 1450 m s.n.m. Florece de noviembre a febrero y se observan frutos de diciembre a marzo.

## Estado de conservación
No se encuentra bajo ningún estatus de protección.

## Importancia cultural y usos
Ornamental